# Віллі Гансен
Віллі Гансен (дан. Willy Hansen, 4 квітня 1906 — 18 березня 1978) — данський велогонщик.
Олімпійський чемпіон 1928 року в гіті на 1 км, срібний призер 1924 року на тандемах, бронзовий призер 1928 року в олімпійському спринті.
Чемпіон світу з трекових велоперегонів 1931 (спринт), 1928 (аматорський спринт) років, срібний призер 1927 року в аматорському спринті.